# Министарство пољопривреде, шумарства и водопривреде Републике Српске
Министарство пољопривреде, шумарства и водопривреде Републике Српске је једно од министарстава Владе Републике Српске које се бави пословима у области пољопривреде, шумарства и водопривреде Републике Српске. Садашњи министар је Саво Минић.

## Задаци
Главни задатак министарства пољопривреде, шумарства и водопривреде Републике Српске је развој пољопривреде и обезбјеђења прехрамбене сигурности за економску и социјалну стабилност и укупан развој Републике Српске, путем афирмације оптималног коришћења ресурса као што су земља, вода, шуме, генетички потенцијал и друго.

## Организација
- Пољопривреда и рурални развој

- Одсјек за биљну производњу
- Одсјек за рурални развој
- Одсјек за сточарство
- Прехрамбена индустрија, инудстрија сточне хране и индустрија пића
- Шумарство и ловство
- Водопривреда
- Развој и координација пројеката